# Ammothea spicula
Ammothea spicula är en havsspindelart som beskrevs av Nakamura, K. och C.A. Child. 1983. Ammothea spicula ingår i släktet Ammothea och familjen Ammotheidae. Inga underarter finns listade i Catalogue of Life.